# Marcio Veloz Maggiolo
Marcio Veloz Maggiolo (Santo Domingo, 13 agosto 1936 – Santo Domingo, 10 aprile 2021) è stato uno scrittore, archeologo e antropologo dominicano.

## Biografia
Fra i vari premi che ha ricevuto il più prestigioso è quello del 1996, il Premio nazionale di letteratura. Le sue opere hanno tutte le stesse ambientazioni: un quartiere di Santo Domingo, Villa Francisca nel XX secolo.
È morto nel 2021, per complicazioni da Covid-19.

## Opere
Romanzi
- Judas. El buen ladrón (1962)
- La vida no tiene nombre (1965)
- Los ángeles de hueso (1967)
- De abril en adelante (1975)
- La biografía difusa de Sombra Castañeda (1981)
- Materia prima (1988)
- Ritos de cabaret (1991)
- Uña y carne (1999)
- El hombre del acordeón (2003)
- La mosca soldado (2004)